# G.I. Joe (piccione)

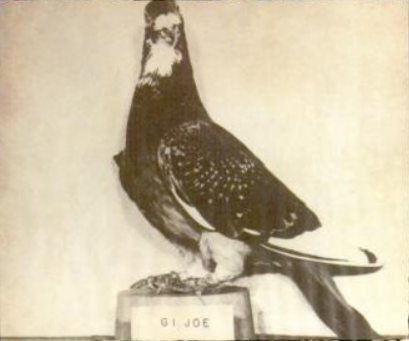
Il piccione G.I. Joe

G.I. Joe, (Algeri, 24 marzo 1943 – Detroit, 3 giugno 1961), è stato un piccione viaggiatore che ha servito presso lo United States Army Pigeon Service, unità dell'esercito statunitense adibita all'addestramento e all'uso di piccioni viaggiatori come messaggeri e operazioni di ricognizione. 

## Biografia
G.I. Joe divenne famoso in quanto durante la Campagna d'Italia della Seconda guerra mondiale salvò la vita degli abitanti di un villaggio del sud dell'Italia e dei soldati della divisione britannica che lo aveva occupato: il 18 ottobre 1943 una divisione aerea statunitense aveva avuto l'incarico di bombardare il borgo di Calvi Vecchia, frazione di Calvi Risorta in Campania, dove si trovava una postazione tedesca, senza sapere che la 56th (London) Infantry Division dell'esercito britannico lo aveva appena occupato. Sapendo dell'attacco imminente e non riuscendo a comunicare via radio i soldati britannici affidarono un messaggio a G.I. Joe e il piccione percorse 20 miglia in soli 20 minuti, arrivando appena in tempo per evitare il bombardamento e salvando la vita di centinaia di persone tra soldati e abitanti del villaggio.
Per tale impresa nell'agosto 1946 durante una cerimonia tenuta alla Torre di Londra, G.I. Joe ricevette la Dickin Medal, la più alta onorificenza militare britannica concessa ad animali, con la motivazione di aver compiuto il più notevole volo di un piccione viaggiatore del United States Army durante il corso della Seconda guerra mondiale. G.I. Joe fu il 29º animale e il primo non britannico ad essere decorato con la medaglia, considerata l'equivalente della Victoria Cross per gli animali. Dopo la fine della guerra G.I. Joe fu alloggiato insieme ad altre due dozzine di piccioni eroici nel Pigeon Center dell'esercito statunitense a Fort Monmouth in New Jersey. Successivamente fu trasferito allo zoo di Detroit, dove morì nel 1961 all'età di 18 anni, e fu quindi imbalsamato e portato al U.S. Army Communications Electronics Museum di Fort Monmouth.